# 東部地方 (ブルキナファソ)
東部地方(フランス語：Est)はブルキナファソ東部の地方。
2013年の人口は約151.4万人。
中心都市はファダ・ングルマ。

## 行政区画
| 県             | 県都             | 2006年の人口 |
| -------------- | ---------------- | ------------ |
| グナグナ県     | ボガンデ         | 407,739      |
| グルマ県       | ファダ・ングルマ | 304,169      |
| コモンジャリ県 | ガイェリ         | 80,047       |
| コンピエンガ県 | パマ             | 75,662       |
| タポア県       | ディアパガ       | 341,782      |

## 地理

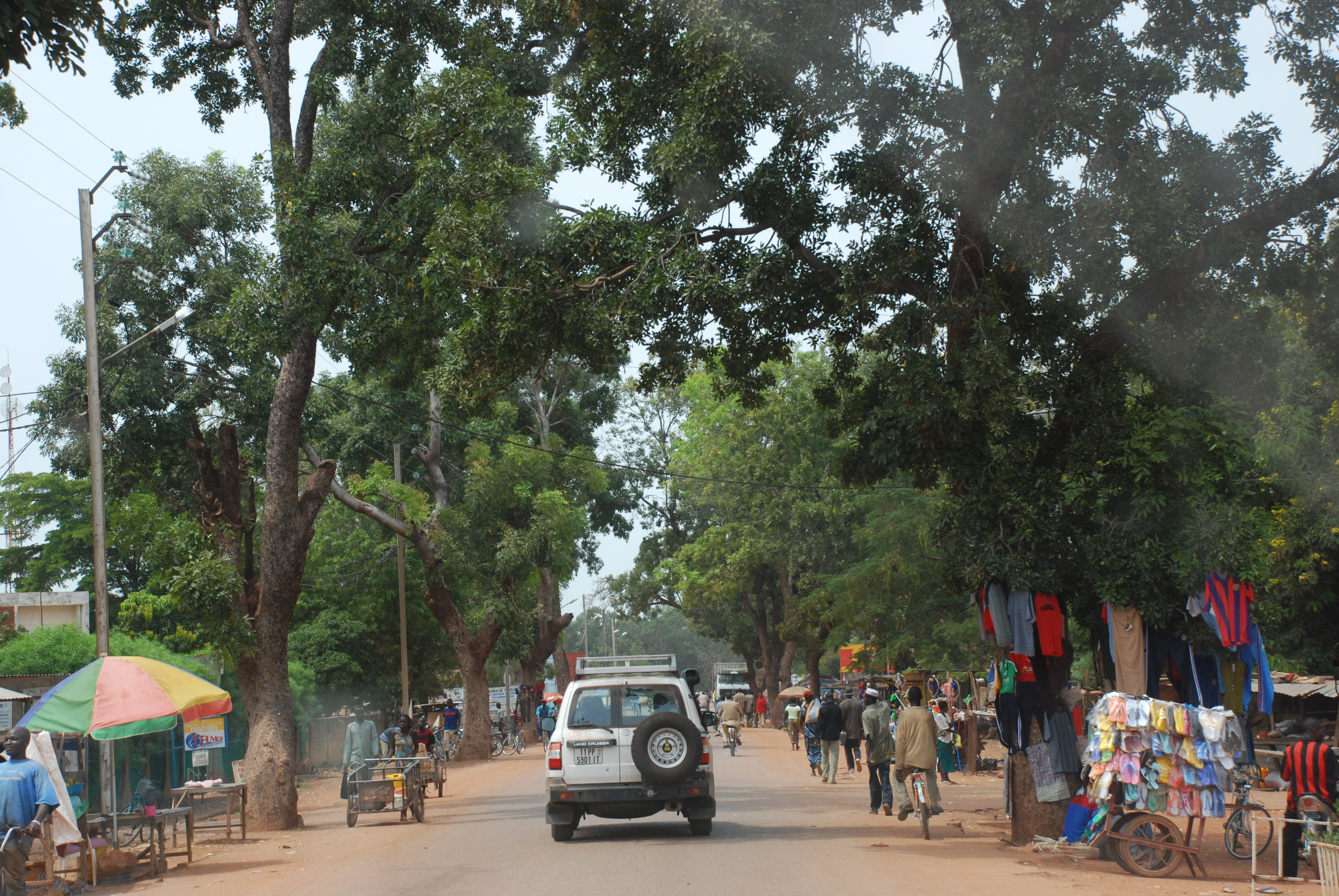
ファダ・ングルマの大通り

- 北：サヘル地方
- 東：ニジェール
- 南東：ベナン
- 南：トーゴ
- 西：中東部地方
- 北西：中北部地方